# Olyra taquara
Olyra taquara är en gräsart som beskrevs av Jason Richard Swallen. Olyra taquara ingår i släktet Olyra och familjen gräs. Inga underarter finns listade i Catalogue of Life.